# No Son of Mine

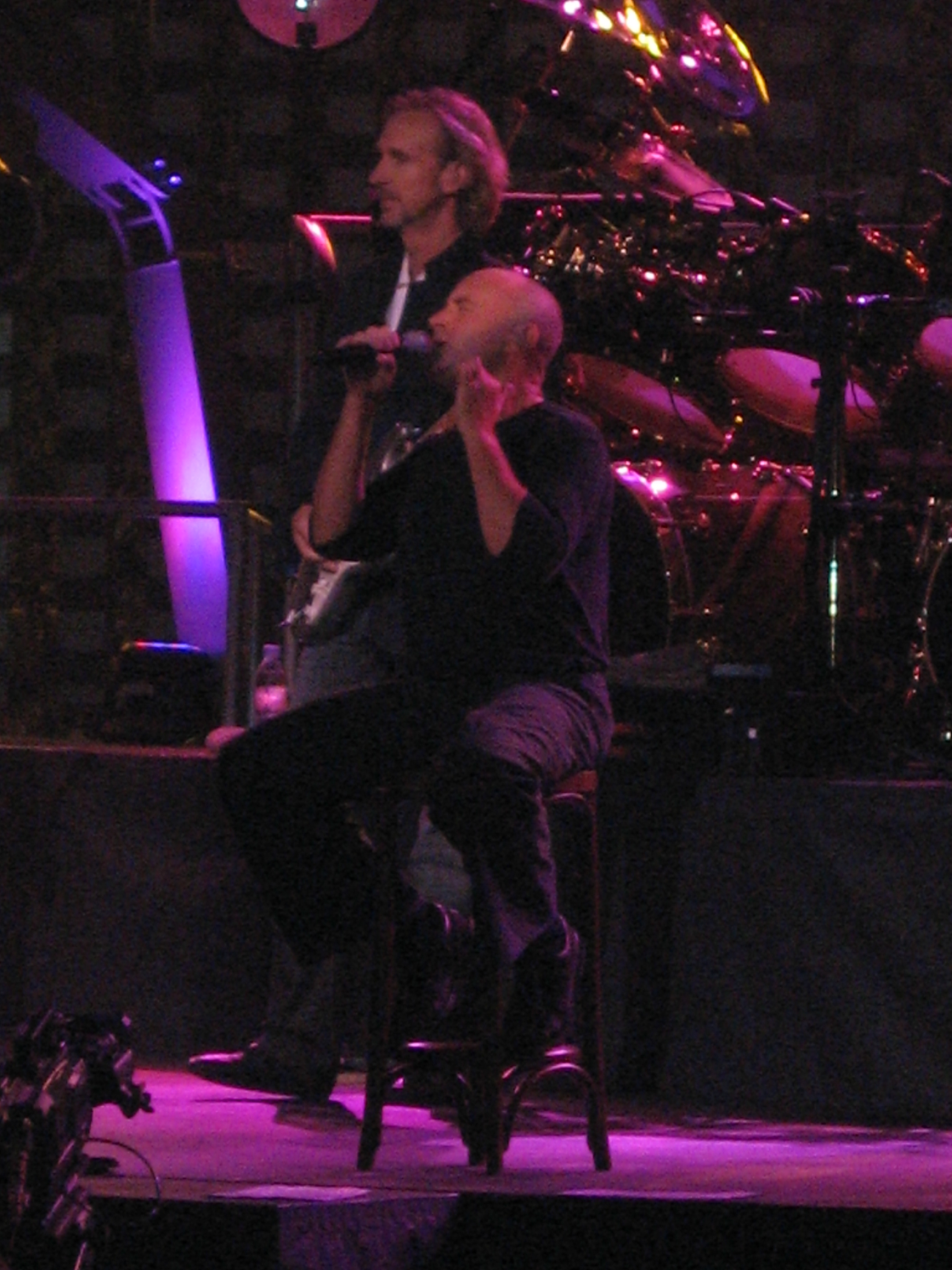
Mike Rutherford und Phil Collins

No Son of Mine ist ein Lied der britischen Rockband Genesis, das 1991 als erste Single aus ihrem 14. Album We Can’t Dance veröffentlicht wurde. 

## Text
Inhaltlich erzählt die Rock-Ballade von einem Jungen, der von seinem Zuhause wegläuft, in dem es Misshandlungen gab. Nach einigem Überlegen kehrt er zurück und wird von seinem Vater zurechtgewiesen. In Interviews hat Phil Collins gesagt, dass der Text absichtlich vage bezüglich der Frage gehalten ist, ob der Erzähler oder seine Mutter misshandelt wurden.

## Musik
Das Lied hat einen charakteristischen Klang, der während des Intros und vor der zweiten Strophe zu hören ist. Der von der Band als Elephantus bezeichnete Sound wurde von Tony Banks erzeugt, der Mike Rutherfords Gitarre mit einem Sampler aufnahm und dann drei Noten auf dem unteren Register des Keyboards spielte, wodurch die Tonhöhe stark abgesenkt wurde; der Arbeitstitel lautete ebenfalls Elephantus. Dieser Klang ist auch auf der B-Seite der Single I Can’t Dance im Lied On the Shoreline zu hören.
Die Radiobearbeitung blendet das verlängerte Outro des Songs eine Minute vorher aus und löscht einen Teil des zweiten Refrains. Für das Musikvideo wurde die komplette Albumversion verwendet. Die Single enthielt als B-Seite das Lied Living Forever.

## Musikvideo
Das melancholische Video zeigt die Szene in Sepiatönen. Das Video deutet den Liedinhalt an, nämlich die Zurechtweisung des Sohns von seinem Vater. Während des letzten Refrains erscheinen Schneeflocken; dann sieht man die Szene in einer Schneekugel, die der Sohn von der Kommode wischt, so dass sie zerbricht.

## Live- und Coverversionen
Eine Liveversion erschien auf den Alben The Way We Walk und Live over Europe 2007 sowie auf ihren Videoalben The Way We Walk – Live in Concert und When in Rome 2007.
Es gibt unter anderen Coverversionen namhafter Künstler wie Daryl Stuermer (2000) oder auch Ray Wilson (2003).

## Besetzung
- Phil Collins – Gesang, Schlagzeug
- Tony Banks – Keyboards
- Mike Rutherford – Gitarren und Bass

## Rezeption

### Charts und Chartplatzierungen
| ChartsChartplatzierungen       | Höchstplatzierung | Wochen |
| ------------------------------ | ----------------- | ------ |
| Deutschland (GfK)              | 3 (25 Wo.)        | 25     |
| Österreich (Ö3)                | 7 (12 Wo.)        | 12     |
| Schweiz (IFPI)                 | 8 (13 Wo.)        | 13     |
| Vereinigtes Königreich (OCC)   | 6 (7 Wo.)         | 7      |
| Vereinigte Staaten (Billboard) | 12 (20 Wo.)       | 20     |

| ChartsJahrescharts (1992)      | Platzierung |
| ------------------------------ | ----------- |
| Deutschland (GfK)              | 28          |
| Vereinigte Staaten (Billboard) | 68          |